# Fothad Cairpthech
Fothad Cairpthech (Combattant en Char), & Fothad Airgthech (ingénieux ou pillard), furent des co-Ard ri Érenn légendaires d’Irlande entre 284 et 285 selon les dates traditionnelles des Annales des quatre maîtres.
Les deux Fothad sont des frères fils de l’Ard ri Érenn, Lugaid mac Con
Selon la tradition pseudo historique les deux frères accèdent conjointement au titre d’Ard ri Érenn après la défaite et la mort de Cairbre Lifechair. Ils règnent ensemble une seule année jusqu’à ce que Fothadh Airgthech tue son frère pour régner seul et soit lui-même tué à la bataille d’Ollarba par Caílte mac Rónáin un fianna et les partisans de Fíachu Sraiptine, le fils de Cairbre Lifechair,